# Любимова, Татьяна Борисовна
Татья́на Бори́совна Люби́мова (6 июля 1941, Москва, СССР — 2020) советский и российский философ

, специалист по эстетике.
Кандидат философских наук (1975), доктор философских наук (1991), ведущий научный сотрудник Института философии РАН, автор более 200 научных публикаций. Сфера научных интересов: метафизика и история философии, традиционализм, эстетика, эзотерические и религиозные учения, философия здоровья.

## Биография
В 1964 году окончила Московский архитектурный институт.
В 1964—1967 годах работала во Всесоюзном научно-исследовательском институте технической эстетики, в 1967—1970 годах обучалась в аспирантуре Института конкретных социальных исследований; в 1970—1973 годах работала в том же институте.
В 1973—1974 годах работала в издательстве «Прогресс»; в 1974 году окончила специальные редакторские курсы при Московском полиграфическом институте. В том же году начала работать младшим научным сотрудником в Институте философии АН СССР. В 1975 году защитила там кандидатскую диссертацию «Проблема нормативности ценности в философии и социологии».
В 1978—1988 годах была учёным секретарём Научного совета по эстетике при Президиуме АН СССР, а в 1979—1986 годах — учёным секретарём совета по защитам докторских диссертаций по этике и эстетике.
В 1991 году в Институте философии РАН защитила докторскую диссертацию «Категория трагического в эстетике».

## Научные труды

### Монографии
- Любимова Т. Б. Категория трагического в эстетике. М., 1979.
- Любимова Т. Б. Трагическое как эстетическая категория. М., 1985.
- Любимова Т. Б. Комическое, его виды и жанры. М., 1990.
- Любимова Т. Б. Бесконечный лабиринт. М., 2008.

### Статьи
на русском языке
- Любимова Т. Б. Понятие ценности в буржуазной социологии // Социальные исследования. Вып. 5. М., 1970.
- Любимова Т. Б. Мода и ценность // Мода: за и против. М., 1973.
- Любимова Т. Б. Эстетический принцип строения критической философии // Эстетика и жизнь. Вып. 4. М.,1975.
- Любимова Т. Б. Проблемы социологии музыки Т. Адорно // Вопросы философии. 1977, № 9.
- Любимова Т. Б. «Трагическое» в современной буржуазной эстетике. // Вопросы философии. 1979, № 8.
- Любимова Т. Б. Музыкальное произведение и социология музыки. // Эстетика и жизнь. Вып. 6. М., 1979.
- Любимова Т. Б. Проблема трагизма в современной буржуазной эстетике // Некоторые проблемы современной буржуазной эстетики. М., 1979.
- Любимова Т. Б. Понятие комического в эстетике. // Вопросы философии. 1980. № 1.
- Любимова Т. Б. Эстетическая концепция Ж. П. Сартра // Вопросы философии. № 4. 1982.
- Любимова Т. Б. Комическое // Марксистско-ленинская эстетика. Учеб. пособие для вузов. М., 1983.
- Любимова Т. Б. Ценность искусства и время культуры // Культура как эстетическая проблема. М., 1985.
- Любимова Т. Б. Характер философского мышления Илариона в «Слове о законе и благодати» // Человек и история средневековой философской мысли русского, украинского и белорусского народов. Киев. 1987 (в соавт.)
- Любимова Т. Б. Статьи в 3-м и 4-м томах «Истории эстетической мысли»: Введение к 3-му тому; Введение к 4-му тому; Кризис буржуазной эстетики XIX века; Д. С. Мережковский; Э. Гартман; Эстетическая мысль в России во второй половине XIX в. М., 1987
- Любимова Т. Б. Комическое в эстетике // Эстетика, искусство, жизнь. М., 1988.
- Любимова Т. Б. Явное вдали и скрытое вблизи // Проблема единства современного искусства и классического наследия. М., 1988.
- Любимова Т. Б. Реконструкция прошлого культуры средствами эстетики: возможности и границы // Философско-эстетические проблемы древнерусской культуры. М., 1988 (в соавт.)
- Любимова Т. Б. Этика свобода в художественном творчестве // Молодёжь и творчество: социально-философские проблемы. М., 1989.
- Любимова Т. Б. Характер философского мышления Илариона в «Слове о законе и благодати». // Альманах библиофила. Вып. 26. Тысячелетие русской письменной культуры. М., 1989 (в соавт.)
- Любимова Т. Б. Ценностный смысл художественного творчества. // Историзм и творчество. Ч. 1. М., 1990.
- Любимова Т. Б. Прекрасное как схема времени в системе И. Канта // Телеология и эстетика. Рига. 1990.
- Любимова Т. Б. Превращение. Преобразование. Преображение // Русский космизм. Ч. 2. М., 1990.
- Любимова Т. Б. Будущее — это истина прошлого // Экология культуры. Теоретические и проектные проблемы. М., 1991.
- Любимова Т. Б. «Онтология трагедии» Мигеля де Унамуно // Культура и политика в современном мире. Архангельск. 1991.
- Любимова Т. Б. Артистизм и творчество // Эстетический логос. Ч. 2. М., 1991.
- Любимова Т. Б. Прекрасное как схема времени в эстетике Канта // Эстетический опыт и эстетическая культура. М., 1992
- Любимова Т. Б. Стилизация как способ философствования в России // Начала. № 2-4. 1994.
- Любимова Т. Б. Природа как эстетическая ценность // Эстетика природы. М., 1994.
- Любимова Т. Б. Свобода сознания как совесть философии // Свободная мысль. № 12-18. М., 1994.
- Любимова Т. Б. Эстетический смысл природы в современной западной философии // Эстетика природы. М., 1994 (в соавт.).
- Любимова Т. Б. О многообразии религиозных верований // Посланник. М., 1996.
- Любимова Т. Б. Аксиологическое построение произведения искусства // Эстетические исследования. Методы и критерии. М., 1996.
- Любимова Т. Б. Метафизика предпринимательства и русская история // Культура российского предпринимательства. М., 1997.
- Любимова Т. Б. Этос исторического деяния. // Этос религиозного опыта. М., 1998.
- Любимова Т. Б. Об онтологии искусства // Полигнозис. 1998. № 2.
- Любимова Т. Б. Воображение. Творчество. Э. Гартман // Статьи в энциклопедии «Культурология. XX век». Т. 1. М.-СПб., 1998.
- Любимова Т. Б. Поэсис как принцип космического устроения // Антропос и поэсис. М., 1998.
- Любимова Т. Б. Пётр Великий и смысл его преобразований в культуре // Полигнозис. 1999. № 3-4.
- Любимова Т. Б. Эстетика здоровья // Философия здоровья. М., 2001.
- Любимова Т. Б. Бесконечный лабиринт // Полигнозис. 2001. № 4.
- Любимова Т. Б. Интуиция — творчество — знание — опыт // Ориентиры… Вып. 1. М., 2001.
- Любимова Т. Б. Рене Генон об изначальном духовном принципе, Традиции и контртрадиции. // Эстетика на переломе культурных традиций. М., 2002.
- Любимова Т. Б. Письма Бёме // Полигнозис. М., 2001. № 1.
- Любимова Т. Б. Круглые двери, квадратные колеса // Полигнозис. М., 2002. № 1.
- Любимова Т. Б. Художественное творчество — проблема метафизики // Теория и методология творчества: итоги и перспективы. М., 2001.
- Любимова Т. Б. Метафизика эстетики // Полигнозис. М., 2002. № 4.
- Любимова Т. Б. Стихи о траве: разветвление образа // Полигнозис. М., 2003. № 2.
- Любимова Т. Б. Цветы и звери // Полигнозис. М., 2003. № 4.
- Любимова Т. Б. К метаэстетике // Ориентиры… Вып. 2. М., 2003.
- Любимова Т. Б. Рене Генон и дух Индии // Рене Генон. Избранные произведения. М., 2003.
- Любимова Т. Б. Предисловие // Рене Генон. Избранные произведения, М., 2004.
- Любимова Т. Б. О метафизических началах творчества // Полигнозис. М., 2004. № 3.
- Любимова Т. Б. Образ и подобие, центр и смещение // Ориентиры… Вып. 3. М., 2006.
- Любимова Т. Б. Судьба России с точки зрения концепции Единой Духовной традиции Р. Генона // Ориентиры… Вып. 3. М., 2006.
- Любимова Т. Б. Метафизика творчества. // Творчество как принцип антропогенеза. М., 2006.
- Любимова Т. Б. Конец мира — это конец иллюзии // Генон Р. Восток и Запад. М., 2005.
- Любимова Т. Б. Непостижима единая гармония всеобщего множества // Наука, религия, текст: «Махабхарата» и «Бхагавад-гита», традиция и интерпретация. Владимир, 2006.
- Любимова Т. Б. Традиция говорит о Вечном Законе Вселенной // Образ человека и мира в «Махабхарате» и «Бхагавад-гите». Владимир, 2007.
- Любимова Т. Б. Толерантность как условие общения // Россия и Восток: проблема толерантности в диалоге цивилизаций. Астрахань. 2007.
- Любимова Т. Б. Традиционализм и цивилизация // Ориентиры… Вып. 4. М., 2007.
- Любимова Т. Б. Нормальный оптимизм традиционной культуры // Неклассическое общество: векторы развития. Владимир. 2008.
- Любимова Т. Б. Философия в поисках высшей гармонии // Социально-гуманитарные знания. № 1, 2008
- Любимова Т. Б. Рене Генон об универсальных символах // Рене Генон. Символизм креста. М., 2008.
- Любимова Т. Б. Может ли быть нормальной культура? // Полигнозис, № 2, 2008.
- Любимова Т. Б. Философия в поисках высшей гармонии // Социально-гуманитарные знания. № 1, 2008.
- Любимова Т. Б. Генон о традиции // Становление неоевразийской цивилизации в постиндустриальную эпоху. Т. 1. М. 2008.
- Любимова Т. Б. Смысл игры и игра со смыслом // «Махабхарата», «Бхагават-гита» и неклассическая рациональность. Владимир. 2008
- Любимова Т. Б. Идеология как информационный инструмент власти // Российское общество и государство: актуальные проблемы на современном этапе. Владимир. 2009.
- Любимова Т. Б. Любовь и райские миражи // Ориентиры… Вып. 5. М., 2009.
- Любимова Т. Б. Рене Генон о традиционном посвящении. // Полигнозис. № 2. 2009.
- Любимова Т. Б. Нескрываемая тайна // Генон Р. Заметки о посвящении. М., 2010.
- Любимова Т. Б. Фауст. Дон Жуан. Дон Кихот // Полигнозис. № 2, М., 2010.
- Любимова Т. Б. Точка зрения и Принцип // Генон Р. Великая Триада. М., 2010.
- Любимова Т. Б. Нескрываемая тайна // Генон Р. Заметки о посвящении. Из-во Беловодье, М., 2010
- Любимова Т. Б. Ценности личности и проблема религиозной терпимости // Проблема толерантности и образовательной процесс в учебных заведениях МЧС России. М.: Изд-во Академии ГПС МЧС России, 2010. 0,5 а.л.
- Любимова Т. Б. Наука о человеке и метафизика // Отечественные традиции гуманитарного знания: история и современность СПб: Изд-во СПбГИЭУ, 2010.
- Любимова Т. Б. Образование как одна из властных структур общества // Непрерывное образование взрослых: социокультурные аспекты СПб.: УРАО ИОВ, 2010.
- Любимова Т. Б. Фауст. Дон Жуан. Дон Кихот // Журнал «Философия» Баку, 2010 (гриф Института философии, социологии и права НАН Азербайджана); на других языках
- Das «Tragische» in der hieutigen Ästhetik. // Kunst und Literatur. 2. Berlin. 1980.
- The Concept of the Comic. //Soviet Studies in Philosophy. V.19. U.S.A., 1981.
- The Concept of the Tragic in Marxist Aesthetics. // Problems of contemporary Aesthetics. M., 1984.
- On the Comic // Aesthetics. Art. Life. M, 1988.

### Философская энциклопедия
- Любимова Т. Б. Трагическое // Философская энциклопедия. М., 2000.
- Любимова Т. Б. Комическое // Философская энциклопедия. М., 2000.

### Новая философская энциклопедия
- Любимова Т. Б. Комическое // Новая философская энциклопедия / Ин-т философии РАН; Нац. обществ.-науч. фонд; Предс. научно-ред. совета В. С. Стёпин, заместители предс.: А. А. Гусейнов, Г. Ю. Семигин, уч. секр. А. П. Огурцов. — 2-е изд., испр. и допол. — М.: Мысль, 2010. — ISBN 978-5-244-01115-9.
- Любимова Т. Б. Трагическое // Новая философская энциклопедия / Ин-т философии РАН; Нац. обществ.-науч. фонд; Предс. научно-ред. совета В. С. Стёпин, заместители предс.: А. А. Гусейнов, Г. Ю. Семигин, уч. секр. А. П. Огурцов. — 2-е изд., испр. и допол. — М.: Мысль, 2010. — ISBN 978-5-244-01115-9.

### Переводы
- Берлеант А. Историчность эстетики. // Феноменология искусства. М., 1996 (с английского).
- Бёме Я. Теософические письма. (фрагменты) // Полигнозис. 2001. № 1-2 (с немецкого).
- Сартр Ж. П. «Что такое литература?» (фрагменты); его же «Происхождение небытия» и «Свобода и ответственность» (из «Бытия и Небытия») // в кн. Любимова Т. Б. Трагическое как эстетическая категория. М., 1985 (с французского).
- Сартр Ж. П. Прогрессивно-регрессивный метод. Из кн. «Критика Диалектического разума» // Эстетические исследования. Методы и критерии. М., 1996 (с французского).
- Сартр Ж. П. Другие фрагменты из кн. «Бытие и Небытие»: Бытие-для-себя; Непосредственные структуры бытия-для-себя; Бытие-для-себя и Бытие Ценности. // Эстетические ценности в системе культуры. М., 1986.
- Соловьёв В. С. София. М., 1996. Он же перепечатан в ж. «Параплюс». М., 1996—1997. № 4-3 (с французского).
- Рикёр П. Введение к «Идеям 1» Э. Гуссерля // Феноменология искусства. М., 1996 (с французского).
- Генон Р. Эзотеризм Данте // Философские науки. М., 1991. № 8 (с французского).
- Генон Р. Царство количества и знамения времени. М., 1994 (с французского).
- Генон Р. Размышления об индуизме. М., 2003 (с французского).
- Генон Р. Царство количества и знамения времени. Очерки об индуизме. Эзотеризм Данте. М., 2003 (с французского) 2-е изд.
- Генон Р. Традиционные формы и космические циклы. Кризис современного мира. М., 2004 (с французского).
- Генон Р. Восток и Запад. М., 2005 (с французского).
- Генон Р. Символизм креста. М., 2008 (с франц.)
- Генон Р. Заметки о посвящении. М., 2010 (с франц.)
- Генон Р. Великая Триада. М., 2010. (с франц.).
- Генон Р. Царство количества и знамения времени/ Перевод с фр. Т. Б. Любимовой.- М.: Беловодье. 2011.- 304 с. (Гриф Института философии РАН).
- Генон Р. Общее введение в изучение индуистских доктрин. Раздел второй. Главы III–VI. М., 2014. (с франц.).

### Редактор-составитель
- Редактор-составитель 3-го и 4-го томов «Истории эстетической мысли», член редколлегии этого издания. М., 1987.
- Редактор-составитель ряда сборников, в том числе сборников серии «Эстетика и жизнь» (1975—1979, вып. 4, 5, 6); сборника «Антропос и поэсис» (1998).
- Ответственный редактор сборников серии «Ориентиры…» (первый выпуск — 2001 г.; продолжающееся издание Вып. 9, 2014[2]).